# Jabłonica Ruska
Jabłonica Ruska est une localité polonaise de la gmina de Dydnia, située dans le powiat de Brzozów en voïvodie des Basses-Carpates.